# Eleonore Erdmuthe af Sachsen-Eisenach
Eleonore Erdmuthe Louise af Sachsen-Eisenach (født 13. april 1662, død 9. september 1696 i Pretzsch) var en tysk prinsesse af huset Wettin, der i kraft af sine to ægteskaber var henholdsvis markgrevinde af Brandenburg-Ansbach og kurfyrstinde af Sachsen fra 1692 til 1696.

## Biografi
Eleonore Erdmuthe blev født i Friedewald som den ældste barn af den hertug Johan Georg 1. af Sachsen-Eisenach og hustru Johanetta af Sayn-Wittgenstein. Hun havde syv yngre søskende, hvoraf kun fire overlevede barndommen.
Den 4. november 1681 giftede hun sig med markgreve Johan Frederik af Brandenburg-Ansbach (1654–1686). Sammen fik de tre børn:
- Vilhelmine Charlotte Caroline af Brandenburg-Ansbach (1. marts 1683 - 20. november 1737), gift med Georg 2. af Storbritannien.
- Markgreve Frederik August (3. januar 1685 - 30. januar 1685), død som spæd.
- Markgreve Vilhelm Frederik af Brandenburg-Ansbach (8. januar 1686 - 7. januar 1723), efterfulgte Georg Frederik 2. af Brandenburg-Ansbach som markgreve.

Da Johan Frederik døde i 1686, gik markgrevetitlen i Brandenburg-Ansbach til Christian Albert, Johan Frederiks ældste søn af første ægteskab, der som mindreårig herskede via formynder. Eleonore havde et anstrengt forhold til sine stedbørn og flyttede med sine børn til Crailsheim, hvor de levede i fattigdom. Kort efter vendte hun hjem til sin fødeegn ved Eisenach, mens børnene blev sendt til Berlin, hvor de blev opdraget sammen med den senere kong Frederik Vilhelm 1. af Preussen. I november 1691 rejste Eleonore selv til Berlin for at deltage i forhandlingerne om sit andet ægteskab.
17. april 1792 giftede hun sig i Leipzig med kurfyrste Johan Georg 4. af Sachsen, og hun flyttede med sine børn til Dresden, hvor Sachsen-hoffet lå. Ægteskabet kom i stand på foranledning af kurfyrste Frederik 3. af Brandenburg, der ønskede en alliance med Sachsen, og enkekurfyrstinde Anna Sophie af Danmark, der var interesseret i at sikre arvefølgen, men ikke mindst for at sætte en stopper for forbindelsen mellem hendes søn og hans elskerinde, Magdalena Sibylla "Billa" af Neidschutz.
Ægteskabet hindrede dog ikke Johans forbindelse med Billa. Tværtimod installerede han hende som officiel elskerinde (Favoritin), mens Eleonore blev gemt af vejen på Hohe, kurfyrstens officielle residens. Dertil kom, at Eleonore fik to aborter i august 1692 og februar 1693 foruden en fantomgraviditet i december 1693. I marts 1693 begyndte rygtet om, at ægteskabet mellem Johan og Eleonore ikke var legitimt, at florere, fordi Johan allerede var gift med Billa. Johan forsøgte at bagatellisere dette, men søgte ikke desto mindre lige fra ægteskabets begyndelse at slippe af med sin kone og hendes børn, og da Eleonore frygtede for sit og børnenes liv, forlod de Hohe og bosatte sig i Pretzsch.
Johan døde 27. april 1694 af kopper, som han var blevet smittet med af den døende Billa. Den nye kurfyrste, Frederik August1., tillod Eleonore og hendes børn at blive boende i Pretzsch, hvilket de gjorde, til Eleonore døde to år senere, den 9. september 1696.